# Krudtsammensværgelsen
Krudtsammensværgelsen (the Gunpowder Plot) i England, november 1605 var et katolsk forsøg på at sprænge kong Jakob 1. og Parlamentet i luften. Den umiddelbare årsag var harme over en forordning, der forviste katolske præster fra London, samt skuffelse over den katolske konges manglende kampvilje i religiøse spørgsmål. Hovedmændene – Robert Catesby, Thomas Wintour og Guy Fawkes – lejede en kælder i nærheden af Parlamentet, hvor de samlede tønder med krudt. Det var meningen, at attentatet skulle finde sted ved parlamentets åbning den 5. november, men det blev afsløret inden. De fleste medlemmer af komplottet blev fanget og henrettet.
Begivenheden mindes hvert år ved Guy Fawkes Night, hvor Guy Fawkes brændes på bål (som heksen på sankthansbålet) og med fyrværkeri.